# 얕은종아리신경
얕은종아리신경(superficial fibular nerve, superficial peroneal nerve) 또는 표재비골신경(表在腓骨神經), 천비골신경(淺腓骨神經)은 종아리에서 감각 정보와 운동 정보를 모두 전달하는 혼합신경이다. 긴종아리근과 짧은종아리근의 운동신경으로 분포하며, 종아리 앞가쪽과 발등 대부분의 피부의 감각 정보를 전달한다. 이때 첫째와 둘째 발가락 사이의 발등쪽 피부는 얕은종아리신경이 아닌 깊은종아리신경이 분포한다.

## 구조

### 가쪽 다리
얕은종아리신경은 종아리가쪽칸의 주된 신경이다. 종아리뼈 목의 가쪽 측면에서 시작하며, 긴종아리근과 짧은종아리근을 따라 주행한다. 다리의 중간 1⁄3에서 얕은종아리신경은 긴종아리근과 짧은종아리근 사이를 따라 내려가서, 짧은종아리근의 앞쪽 경계에 다다른 뒤 다리의 깊은근막 밑에 있는 짧은종아리근과 긴발가락폄근 사이의 고랑으로 들어간다. 다리의 위쪽 2⁄3와 아래쪽 1⁄3 경계에서 얕은종아리신경은 깊은근막을 뚫고 얕은 쪽으로 나온다. 얕은종아리신경은 다리에서 다음과 같은 여러 개의 가지들을 낸다.
- 긴종아리근과 짧은종아리근으로 가는 근육가지[1]
- 종아리 가쪽의 아래쪽 1⁄3을 덮는 피부에 분포하는 피부가지[1]
- 두렁신경(다리의 안쪽에 분포), 장딴지신경(발의 가쪽 측면에 분포), 깊은종아리신경(첫째와 둘째 발가락 사이 공간에 분포), 안쪽발바닥신경과 가쪽발바닥신경(발의 발바닥 쪽 면에 분포) 등이 분포하는 영역을 제외한 종아리 가쪽과 발등의 대부분 영역을 지배하는 피부가지[1]

### 발
다리의 위쪽 2⁄3와 아래쪽 1⁄3 경계에서 얕은종아리신경은 안쪽발등피부신경(안쪽가지)과 중간발등피부신경(가쪽가지)으로 나누어진다.
- 안쪽가지는 발등을 가로지른 뒤 두 개의 등쪽발가락신경(dorsal digital nerves)으로 갈라진다. 하나는 엄지발가락의 안쪽을, 다른 하나는 서로 인접한 둘째와 셋째 발가락의 측면을 지배한다.[1]
- 가쪽가지는 두 개의 등쪽발가락신경으로 나누어진다. 하나는 서로 인접한 셋째와 넷째 발가락 측면을, 다른 하나는 서로 이웃하는 넷째와 다섯째 발가락 측면을 지배한다.[1]
- 교통가지: 안쪽가지는 두렁신경 및 깊은종아리신경과, 가쪽가지는 장딴지신경과 이어진다.[1]

## 추가 이미지

오른쪽 하지의 피부신경. 각각 앞과 뒤에서 본 모습.
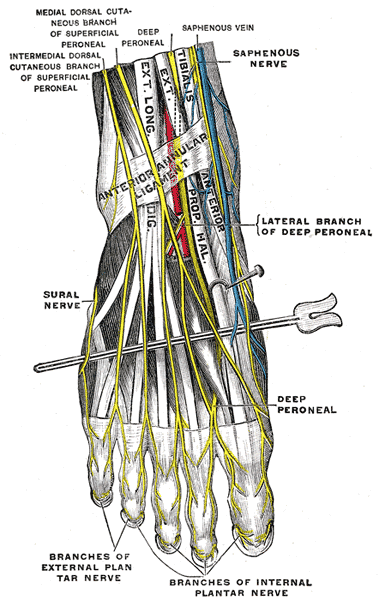
발등의 신경.